# César Mallorquí
Pour les articles homonymes, voir Mallorquí.
 (juillet 2025).
La mise en forme du texte ne suit pas les recommandations de Wikipédia : il faut le « wikifier ».
Les points d'amélioration suivants sont les cas les plus fréquents. Le détail des points à revoir est peut-être précisé sur la page de discussion.
- Les titres sont pré-formatés par le logiciel. Ils ne sont ni en capitales, ni en gras.
- Le texte ne doit pas être écrit en capitales (les noms de famille non plus), ni en gras, ni en italique, ni en « petit »…
- Le gras n'est utilisé que pour surligner le titre de l'article dans l'introduction, une seule fois.
- L'italique est rarement utilisé : mots en langue étrangère, titres d'œuvres, noms de bateaux, etc.
- Les citations ne sont pas en italique mais en corps de texte normal. Elles sont entourées par des guillemets français : « et ».
- Les listes à puces sont à éviter, des paragraphes rédigés étant largement préférés. Les tableaux sont à réserver à la présentation de données structurées (résultats, etc.).
- Les appels de note de bas de page (petits chiffres en exposant, introduits par l'outil «  Source ») sont à placer entre la fin de phrase et le point final[comme ça].
- Les liens internes (vers d'autres articles de Wikipédia) sont à choisir avec parcimonie. Créez des liens vers des articles approfondissant le sujet. Les termes génériques sans rapport avec le sujet sont à éviter, ainsi que les répétitions de liens vers un même terme.
- Les liens externes sont à placer uniquement dans une section « Liens externes », à la fin de l'article. Ces liens sont à choisir avec parcimonie suivant les règles définies. Si un lien sert de source à l'article, son insertion dans le texte est à faire par les notes de bas de page.
- La présentation des références doit suivre les conventions bibliographiques. Il est recommandé d'utiliser les modèles {{Ouvrage}}, {{Chapitre}}, {{Article}}, {{Lien web}} et/ou {{Bibliographie}}. Le mode d'édition visuel peut mettre en forme automatiquement les références.
- Insérer une infobox (cadre d'informations à droite) n'est pas obligatoire pour parachever la mise en page.

Pour une aide détaillée, merci de consulter Aide:Wikification.
Si vous pensez que ces points ont été résolus, vous pouvez retirer ce bandeau et améliorer la mise en forme d'un autre article.
 (juillet 2025).
César Mallorquí du Corral (né à Barcelone, 10 juin de 1953) est un écrivain et journaliste espagnol.

## Biographie
César Mallorquí Du Corral est né le 10 juin 1953 à Barcelone. Un an après, il a déménagé à Madrid.
Il a publié son premier récit lorsqu'il avait 15 ans et à dix-sept, il était collaborateur de la revue maintenant disparue La Codorniz. En 1972 il a aussi participé en tant que scénariste à la Chaîne ÊTRE.
Il a étudié le journalisme dans la Faculté de Sciences de l'Information de l'Université Complutense et a travaillé comme reporter durant environ dix ans. Au retour du service militaire en 1981, il est entré dans le monde de la publicité comme créateur, travail qu'il a réalisé pendant plus de dix ans. Il dirigea en 1991 le Cours de Créativité Publicitaire de l'IADE de l'université Alfonso X le Savant, en même temps qu'il travaillait comme scénariste à la télévision avec diverses productrices.
A ce moment-là, César Mallorquí a commencé à réécrire de la fiction, activité qu'il avait abandonné lorsqu'il avait commencé à se consacrer à la publicité. Entre ses influences se trouvent Jorge Luis Borges, Alfred Bester, Clifford Simak et Fredric Brown, et parmi ses préférés, Ray Bradbury et Cordwainer Smith.

## Œuvre littéraire
- Le cercle de Jéricho. (1995)
- Le collectionneur de timbres. (1996)
- Le dernier travail de Monsieur Lune.(1997)
- La Fraternité d'Eihwaz. (Roman. EDEBÉ 1998)
- La croix d'El Dorado. (Roman. EDEBÉ 1999)
- Le maître sombre. (Roman. EDEBÉ 1999)
- La cathédrale. (Roman. SM 2000)
- L'homme de sable (Roman. EDEBÉ 2001)
- Les larmes de Shiva. (Roman. EDEBÉ 2002)
- La porte d'Agartha (Roman. EDEBÉ 2003)
- La compagnie des mouches (Roman. Alfaguara 2004)
- La pierre inca (Roman. EDEBÉ 2005)
- Le voyageur perdu (Roman. SM 2005)
- Le manoir Dax. (Roman. SM 2005)
- La calligraphie secrète (Roman. SM 2007)
- Le jeu de Caïn (Roman. Espasa 2008)
- Le jeu des hérétiques (Roman. Espasa 2010)
- Leonís (Roman. EDEBÉ 2011)
- L'île de Bowen (Roman. EDEBÉ 2012)
- La stratégie du parasite (Roman, SM 2012)
- Treize singes (Anthologie, Fantascy 2015)
- Les aventures fabuleuses du professeur Furie et de Mr. Verre (2015)
- La Cathédrale (2017)
- Manuel d'instructions pour la fin du monde (2019) (Deuxième volume des Chroniques du Parasite)
- L'Heure Zoulou (Roman, SM, 2019) (Troisième volume des Chroniques du Parasite)
- Le cercle écarlate (Roman, EDEBÉ, 2020).
- Le mystère de l'Artefact C (Roman, SM 2021) (Premier tome de la série enfantine Dan Diesel)
- Ce n'est pas un manuel d'écriture (mais ça y ressemble) (Essai, MOLPEditorial 2021)
- En possession de Khan (Roman, SM2021) (Second tome de Dan Diesel)
- La lectrice d'esprit (Roman, Edebé 2021)
- Le Masque Violet (Roman, SM 2022) (Troisième tome de Dan Diesel)
- L'énigme d'un autre monde (Roman. SM 2022) (Quatrième tome de Dan Diesel)
- Le chat numéro treize (Roman pour enfants, Alfaguara 2023) Première livraison de la série "Collège des pouvoirs secrets"
- Le Sort magique (Alfaguara 2023) Deuxième édition de la série "Collège des pouvoirs secrets"
- Le visiteur prodigieux (Roman pour enfants, Edebé 2023)
- La fin des temps (Roman, SM 2023)
- Le voyageur du temps (Roman pour enfants, Alfaguara 2023) Troisième remise de "Collège des pouvoirs secrets"
- Le grand tournoi (Roman pour enfants, Alfaguara 2024) Quatrième édition de "Collège des pouvoirs secrets"
- Le labyrinthe magique (Roman pour enfants, Alfaguara 2024) Cinquième édition de "Collège des pouvoirs secrets"
- Le secret de Gabriela Salazar (Roman historique, La Sphère des Livres 2025)

## Prix
- Prix Aznar 1991 pour Le Voyageur perdu.
- Prix Alberto Magno 1992 pour Le Mur de glace.
- Prix Alberto Magno 1993 pour L'homme endormi.
- Prix Dominique Santos 1993 pour La Matière noire.
- Prix UPC 1995 pour Le Collectionneur de timbres.
- Prix Gigamesh 1996 pour La Maison du Dr Pétale.
- Prix Edebé de littérature juvénile 1996 pour Le Dernier travail de M. Luna.
- Prix Protagoniste Jove 1997 pour Le dernier travail de M. Luna.
- VI prix Pablo Rido 1997 pour Le Quinzième mouvement.
- Prix Gigamesh 1997 pour Le Collectionneur de timbres.
- White Raven 1998 pour Le Dernier travail de M. Luna.
- Prix Edebé de littérature juvénile 1999 pour La Cruz d'El Dorado.
- Prix Ignotus 1999 pour Le Quinzième mouvement.
- White Raven 2000 pour La Cruz d'El Dorado.
- Prix Grand Angle 2000 pour La Cathédrale.
- White Raven 2001 pour La Cathédrale.
- Prix Edebé de littérature juvénile 2002 pour Les Larmes de Shiva.
- Prix Liburu Gaztea 2003 pour Les Larmes de Shiva.
- Prix national de narration de culture vivante 2007.
- Prix Hache 2010 pour La Calligraphie secrète.
- Prix Edebé de littérature juvénile 2012 pour L'Île de Bowen.
- Prix Le Temple des Mille Portes 2012 pour L'Île de Bowen.
- White Raven 2013 pour La Stratégie du parasite.
- Liste d'honneur de l'IBBY (International Board on Books for Young People) 2014 pour L'Île de Bowen.
- Prix national de littérature pour les enfants et les jeunes 2013 pour L'Île de Bowen[1].
- Prix Cervantes Chico 2015 pour toute son œuvre de genre juvénile.
- Prix Ignotus de roman court 2016 pour Nature humaine.
- Prix Menjallibres 2022 pour Le Cercle Écarlate.
- Prix Criticón 2023 pour Manuel d'instructions pour la fin du monde.
- Prix Villa d'Iscar 2023 à toute sa carrière.

- Prix Gabriel (2024) de l'Association espagnole de fantaisie, de science-fiction et de terreur[2].

## Participation à des livres collectifs
- 21 récits contre le harcèlement scolaire. Contes d'Ana Alcolea, Montserrat du Maître, Elia Barceló, Lola Beccaria, Martín Casariego, Agustín Fernández Paix, Carlo Frabetti, Espido Freire, Ricardo Gómez, Alfredo Gómez Cerdá, César Mallorquí, Andreu Martín, Gustavo Martín Garzo, Gonzalo Moure, Emilio Pascual, Rose Regàs, Marta Rivera de la Cruz, Jordi Scie i Fabra, Care Santos et Lorenzo Silva, illustrations de Carlos Giménez. Madrid: SM, 2008.
- Propections. Anthologie du conte de science fiction espagnole actuelle. Madrid, Saut de Page, 2012.
- Bleak House Inn. Dix hôtes en maison de Dickens. Contes de Pilar Adón, Elia Barceló, Oscar Esquivias, Marc Gual, César Mallorquí, Ismael Martínez Biurrun, Elena Medel, Francesc Miralles, Daniel Sánchez Pardos et Marian Womack. Édition et épilogue de Care Santos. Madrid: Fábulas de Albión, 2012.
- Je suis plus fan de séries; 60 séries qui ont changé l'histoire de la télévision. Fernando Ange Brun (ed.). la Grenade: Esdrújula Éditions, 2015.